# Ana Mae Barbosa
Ana Mae Barbosa, Ana Mae Tavares Bastos Barbosa ou ainda Anna Mae Tavares Bastos Barbosa (Rio de Janeiro, 17 de julho de 1936) professora, arte-educadora, pesquisadora e pioneira em pós-graduação em ensino de arte. Professora emérita pela Universidade de São Paulo. A primeira latino-americana a presidir a International Society of Education through Art (InSEA), entidade que reúne especialistas do mundo todo. Foi diretora do Museu de Arte Contemporânea da Universidade de São Paulo (MAC-USP).
Sua trajetória é influenciada por figuras como Paulo Freire e Noemia Varela, responsáveis por transformar seus modos de pensar a educação e a arte.
Ana Mae integrou o Movimento Escolinhas de Arte, iniciado nos anos 1940 no Brasil e com atuação fora do sistema de educação pública, que visava pesquisar novos parâmetros para a arte-educação, pautados na liberdade de expressão e considerando a relevância da arte no processo educativo e na formação dos sujeitos.
Nos anos 1980, a educadora sistematizou a Abordagem Triangular, proposta pedagógica pautada em três eixos para o conhecimento em arte: ler (ler uma obra de arte), fazer (fazer arte) e contextualizar (conhecer o contexto da obra).
Autora de obras fundamentais para o estudo em arte-educação, Ana é considerada a principal referência dessa área no Brasil.

## Trajetória
Nasceu no estado do Rio de Janeiro, mas mudou-se para o Recife quando tinha três anos de idade, em decorrência da morte prematura do pai. Aos seis anos de idade, com o falecimento de sua mãe, passou a morar em Alagoas com seus avós maternos, responsáveis por sua criação.
Em 1954 ingressou como aluna no Instituto Capibaribe, no curso preparatório para o concurso para professores primários da Secretaria de Educação de Pernambuco. Ali foi aluna de Paulo Freire e Noemia Varela, influências decisivas em sua trajetória profissional. Noemia Varela foi uma figura importante para a escolha de Ana Mae pelas artes visuais, pois a professora, responsável pelas aulas de arte-educação, criou condições para que ela experimentasse essa forma de expressão como experiência estética.
Paulo Freire foi responsável por transformar seu pensamento sobre educação e tornou-se amigo da pesquisadora. Nas palavras de Ana Mae Barbosa:
Paulo me convenceu que a educação era uma forma de libertação. Ele me levou para a Escolinha de Arte que havia em Recife - a Escolinha de Arte do Brasil, criada na década de 1950, pelo artista pernambucano Augusto Rodrigues - e fui me envolvendo cada vez mais com a área. Paulo foi um grande mentor e amigo.— Ana Mae Barbosa
Em 1958, ela começou a trabalhar a arte-educação com crianças e adolescentes na Escolinha de Arte do Recife, dirigida por Noemia Varela. Em 1960 graduou-se como bacharel em Ciências Jurídicas e Sociais pela Faculdade de Direito da Universidade Federal de Pernambuco (UFPE). Em sua formação, ela relata que essa foi a experiência mais opressiva, pois:
Numa classe de duzentos homens, nós, mulheres, apenas seis, tivemos que lutar, cada uma a seu modo, sem nenhuma consciência da necessidade de união, contra a desqualificação intelectual que sofríamos por parte de nossos professores e também de nossos colegas. Somente três de nós sobrevivemos profissionalmente.— Ana Mae Barbosa
Para Ana Mae Barbosa, a experiência opressiva foi propulsora de seu engajamento no processo de liberação dos outros, por meio da educação.
Em 1964 a Universidade de Brasília convidou a arte-educadora para organizar uma escolinha de arte, que foi aberta em 1965, com o objetivo de atender crianças e adolescentes, ofertar cursos aos professores e promover pesquisas em arte-educação que contribuiriam para a construção de um caráter científico nessa área do conhecimento.
Foi casada com João Alexandre Barbosa. Mudou-se para os Estados Unidos em 1971 com os filhos Frederico e Ana Amália, então com dez e cinco anos de idade, respectivamente, e com o marido, que recebeu uma bolsa para estudar na Universidade de Yale. Embora tenha solicitado uma bolsa à CAPES para fazer seu mestrado em arte-educação neste país, Ana não obteve a bolsa de estudos. Por se tratar, na época, de uma área desconhecida dos programas de aperfeiçoamento de professores no Brasil, a instituição negou a bolsa. Contudo, num evento da Universidade Yale, conheceu um professor de português que lhe fez um convite para dar aulas na instituição, na área de cultura brasileira, experiência essa que ocorreu em 1972 e possibilitou que custeasse seu mestrado, iniciado neste mesmo ano na Universidade de Connecticut.
Em 1974, Ana Mae Barbosa concluiu o mestrado — sob orientação de George Harrington — com a dissertação The Teaching of Visual Arts in Primary and Secondary Schools in Brazil.
Em 1979, concluiu o doutorado em Educação Humanista na Universidade de Boston, orientada por Richard Rapacz, defendendo a tese American Influence on Brazilian Art Education in Brazil: Analysis of Two Moments (Walter Smith and John Dewey), que aborda a influência estadunidense no ensino da Arte no Brasil e se torna a primeira brasileira doutora em arte-educação.
Em 1982, torna-se professora visitante da Escola de Arte-Educação da Politécnica de Birmingham, Inglaterra.
Defendeu em 1990, na Escola de Comunicações e Artes (ECA) da Universidade de São Paulo (USP), sua tese de livre-docência intitulada Arte na Educação: Anos 80 e Novos Tempos, que analisa a situação conceitual e política do ensino da Arte no Brasil, na década de 1980. A obra ressalta metodologias de ensino que tomam a Arte como cultura e não simplesmente como expressão. O trabalho foi publicado como livro em 1991 — com o título A Imagem no Ensino da Arte: Anos Oitenta e Novos Tempos.

### Docência e Pesquisa na Educação Superior
Em 1973, Ana começou a lecionar na Fundação Armando Álvares Penteado (FAAP) e, em 1974, na ECA-USP, contribuindo para a formação de várias gerações de pesquisadores e estudiosos dos mais diversos temas na área de Arte-educação. Na ECA, a professora criou o primeiro programa de pós-graduação em Arte-educação do país, orientando dezenas de estudos de mestrado, doutorado e pós-doutorado.
Em 1980, idealizou e organizou a Semana de Arte e Ensino. Realizada entre os dias 15 a 19 de setembro de 1980 na ECA-USP. Foi o primeiro evento em torno da Arte-educação realizado no Brasil e contou com a participação de cerca de 3 mil educadores em plenárias que contaram com a participação de Walter Zanini, Aloísio Magalhães, Noemia Varela e Paulo Freire.
Criou, em conjunto com Regina Stela Barcelos Machado, o curso de especialização em arte-educação da ECA-USP que se manteve ativo entre 1984 e 2001.
De 1987 a 1993 foi diretora do Museu de Arte Contemporânea da Universidade de São Paulo (MAC-USP). Durante sua gestão,  diversas exposições e ateliês foram realizados a partir do ideal de transformá-lo em um espaço democrático e aberto para todos os públicos. Voltou-se à sistematização do ensino de Arte em museus e sua atuação impactou o setor educativo deste e de outros museus do Brasil.
Entre 1991-1993  presidiu a International Society of Education through Art (InSEA), entidade que reúne especialistas do mundo todo. Ana Mae foi a primeira latino-americana, e a única até o ano de 2023, a presidir a instituição.
Em 1997 lecionou Universidade Estadual de Ohio, nos EUA.
Em 2018 recebeu o título de professora Honoris Causa pela Universidade Federal de Pernambuco (UFPE) e, em 2022, recebeu o título de professora emérita pela ECA-USP.

### Movimento Escolinhas de Arte
O Movimente Escolinhas de Arte surge no inicio dos anos 1940, com foco na pesquisa de novos parâmetros para a arte-educação, e com fundamento na liberdade de expressão. Tem influência direta do Movimento Escola Nova, dos conceitos de arte-educação elaborados por Franz Cizek (1865-1946) e também das teorias de Herbert Read (1893-1968), presentes no livro Education through Art (1943). A Escolinha de Arte do Brasil (EAB) é a primeira escola do movimento, foi fundada em 1948, no Rio de Janeiro.
Ana Mae Barbosa integra o rol de figuras de destaque do Movimento Escolinhas de Arte. No ano de 1948, no Rio de Janeiro, foi fundada a Escolinha de Arte do Brasil, a partir de uma perspectiva de educação não formal que deu início a um movimento pelo país. Oferecia experiências inovadoras na infância em um contexto em que o ensino de artes não era obrigatório nas escolas. A educadora pontou que a Escolinha de Arte era a universidade da arte-educação, visto que não havia cursos superiores específicos para a formação de professores de arte.
Ana se formou na Escolinha de Arte do Recife em 1953, local onde também atuou como estagiária, professora e diretora entre 1958 e 1966. Participou da organização da Escolinha de Arte em Brasília em 1965, e da organização da Escolinha de Arte de São Paulo (EASP), no ano de 1968.
Com atuação fora do sistema educacional de ensino público, as Escolinhas de Arte integraram um movimento que buscava recriar a educação, enfatizando a relevância da arte no processo educativo e na formação do sujeito. A arte era tomada como recurso pedagógico à expressão dos sujeitos, e não como um símbolo de distinção e refinamento destinado a pessoas de classes sociais elevadas. O Movimento foi essencial para que a arte-educação fosse repensada em função do desenvolvimento das pessoas e da sociedade e, embora iniciado e desenvolvido fora do sistema de educação formal, impactou-o profundamente.

### Abordagem Triangular
A Abordagem Triangular do ensino da Arte foi sistematizada no final dos anos 1980 por Ana Mae Barbosa, a partir das abordagens epistemológicas do Critical Studies britânico, do Discipline-Based Art Education (DBAE) estadunidense, e das Escuelas Al Aire Libre mexicanas. Inicialmente foi denominada Metodologia Triangular, sendo posteriormente renomeada. A pesquisadora utiliza o termo "sistematizada" para referir-se à Abordagem Triangular, pois afirma que tal denominação — Abordagem Triangular — estava implícita na condição pós-moderna.
Trata-se de uma proposta pedagógica estruturada a partir de três eixos para o conhecimento em arte: ler (ler uma obra de arte), o fazer (fazer arte) e o contextualizar (conhecer o contexto da obra). No ensino da arte, a Abordagem Triangular indica que o conhecimento em arte ocorre na intersecção entre experimentação, informação e decodificação, portanto, por meio da inter-relação entre leitura, fazer artístico e história da arte, atividades constitutivas da epistemologia da arte.
A  abordagem possibilita uma interação entre partes e todo e vice-versa, ou seja, não apenas entre disciplinas de Arte, mas também entre outras disciplinas do currículo escolar. Nesta abordagem, não há uma ordem estabelecida para a exploração dos três vértices no processo pedagógico, sendo sua condição que todos estejam contemplados de maneira articulada.
A Abordagem Triangular é uma referência às transformações no ensino da arte no Brasil e surge em meio à necessidade de uma prática de ensino pós-moderno da arte, num momento em que o Brasil saía do período ditatorial. Até então, no ambiente escolar brasileiro, não havia o contato do estudante com imagens de obras de arte, tampouco com sua contextualização histórica; o foco das aulas era a livre-expressão e o desenho trabalhado de modo geométrico, sem preocupações em torno da compreensão e da aplicabilidade.
O primeiro programa educativo pautado na Abordagem Triangular foi desenvolvido por Ana Mae Barbosa em 1987 no Museu de Arte Contemporânea da Universidade de São Paulo (MAC-USP), quando foi diretora.
A Abordagem Triangular serviu de influência para os  Parâmetros Curriculares Nacionais de Arte do Ensino Fundamental e Ensino Médio brasileiros, estabelecidos em 1997, sem ser anunciada explicitamente.
Mae indica que, desde seu surgimento, esta abordagem é alvo de transformações a partir da ação recriadora de educadores e pesquisadores. Para ela, a metáfora do triângulo não mais corresponde à sua estrutura, sendo mais adequado representá-la pela figura de um zig-zag, dado que os professores têm ensinado que o processo pode se dar por diferentes caminhos, e não apenas pela ordenação dos vértices do triângulo.
Em 2022, a educadora elaborou e coordenou, junto com Sidiney Peterson Lima, e com uma equipe de arte-educadores, o curso Abordagem Triangular e o Ensino de Arte na Educação Infantil, lançado pela plataforma Sesc Digital. O curso é composto por 6 aulas e sua proposta é refletir sobre a atuação no campo das artes visuais com crianças de 3 a 5 anos, e como as mesmas se relacionam com imagens, bem como suas formas de fruição e expressão.

## Obras publicadas
A seguir, algumas obras de sua autoria:
- 2019: Mulheres Não Devem Ficar em Silêncio: Arte, Design, Educação — organização Ana Mae Barbosa e Vitória Amaral (Cortez)[73]
- 2015: Redesenhando o Desenho: Educadores, Política e História (Cortez)[74]
- 2010: Abordagem Triangular no Ensino das Artes e Culturas Visuais — organização Ana Mae Barbosa e Fernanda Pereira da Cunha (Cortez)[75]
- 2008: Ensino da Arte: Memória e História (Perspectiva)[76]
- 2006: Arte/Educação Contemporânea: Consonâncias Internacionais (Cortez)[77]
- 2005: O Pós-Modernismo — com Jacó Guinsburg (Perspectiva)[78]
- 2002: Alex Flemming (Edusp)[79]
- 2002: Inquietações e Mudanças no Ensino da Arte (Cortez)[80]
- 1998: Tópicos Utópicos (C/Arte)[81]
- 1997: Arte-Educação: Leitura no Subsolo — organização de Ana Mae Barbosa (Cortez)[82]
- 1991: A Imagem do Ensino da Arte: anos oitenta e novos tempos (Perspectiva)[8]
- 1986: História da Arte-Educação — organização de Ana Mae Barbosa (Max Limonad)[83]
- 1984: Arte-educação: Conflitos/Acertos (Max Limonad)[84]
- 1982: Recorte e Colagem: Influências de John Dewey no Ensino da arte no Brasil (Autores Associados e Cortez)[85]
- 1978: Arte-educação no Brasil: das Origens ao Modernismo (Perspectiva)[86]
- 1975: Teoria e Prática da Educação Artística[87]

## Prêmios e honrarias
Ao longo de sua carreira, Ana Mae Barbosa recebeu importantes prêmios e honrarias, como
- 2023: Doutora Honoris Causa, Universidad Nacional de las Artes/ UNA (Buenos Aires, AR).[88][89][90]
- 2022: Professora Emérita, ECA-USP.[45]
- 2021: Medalha de Mérito Museológico Waldisa Rússio Camargo Guarnieri.[91][92]
- 2019: Prêmio Donizete Galvão, Balada Literária de São Paulo.[93][94]
- 2018: Professora Honoris Causa, UFPE.[44]
- 2017: Prêmio Itaú Cultural 30 anos, Itaú Cultural.[95]
- 2016: Ordem do Mérito Cultural, concedido pela Ministério de Cultura às pessoas que se destacam por suas contribuições com à cultura.[96][97]
- 2016: 58º Prêmio Jabuti, na categoria Educação e Pedagogia por Redesenhando o Desenho: Educadores, Política e História.[98]
- 2014: Nomeada Consejera Honoraria do Consejo Latinoamericano de Educación por el Arte (CLEA).[99]
- 2006: Prêmio Edwing Ziegfeld.[100]
- 1999: Prêmio Internacional Sir Herbert Read, InSEA-UNESCO.[101][102]
- 1999: Prêmio Olho Latino — Museu Olho Latino.[103]
- 1997: Título de Distinguished Fellow, National Art Education Association (NAEA).[104]
- 1989: Grande Prêmio de Crítica na categoria Artes Visuais, Associação Paulista de Críticos de Arte (APCA).[105]